# Teatro anatomico di Modena
Il teatro anatomico di Modena, di origini settecentesche, con sede in viale Jacopo Berengario 16, a Modena, ha ospitato lezioni di anatomia dell'Università di Modena fino al 1985.
È stato riaperto al pubblico nel 2018, in seguito ad opere di ristrutturazione e consolidamento resesi necessarie dopo il terremoto del 2012. Attualmente è inserito nell'itinerario di visita di AGO Modena Fabbriche Culturali, che comprende l'intero complesso settecentesco dell'ex Ospedale Sant'Agostino, la farmacia storica e la chiesa di Sant'Agostino di Modena.

## Storia

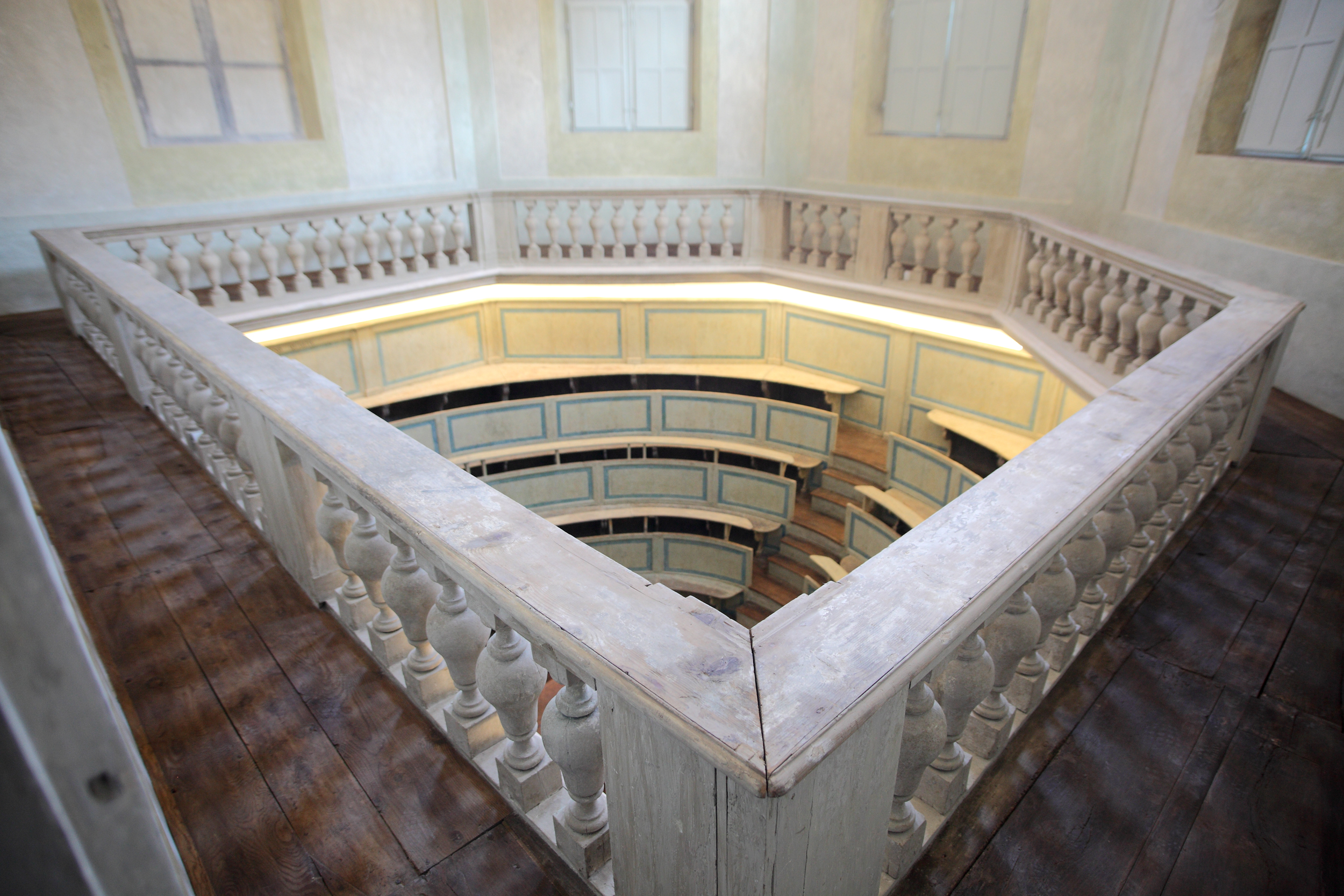
Balaustra del ballatoio del Teatro anatomico di Modena.

La storia del Teatro anatomico di Modena si inserisce nell'ampio respiro dell'insegnamento della medicina a Modena, che risale al 1329, quando Pietro della Rocca fu primo lettore di medicina. Già nel 1494, inoltre, all'Università di Modena si svolgevano dissezioni di cadaveri di giustiziati e l'insegnamento dell'anatomia aveva un rilievo fondamentale.
Il teatro anatomico fu costruito grazie all'iniziativa di Antonio Scarpa (1752-1832). Poco più che ventenne, il chirurgo italiano era stato invitato dalla vicina Università di Padova a Modena, nel 1772, a ricoprire la cattedra di chirurgia e anatomia a seguito della riforma dell'Università voluta dal duca Francesco III d'Este. Scarpa ottenne dal Duca che il teatro potesse essere costruito all'interno del complesso di Sant'Agostino, in prossimità dell'Ospedale eretto pochi anni prima, tra il 1753 e il 1758.
Grazie alla sinergia attivata tra l'Università degli Studi, che sostenne l'intera spesa della costruzione, l'Opera Pia generale dei Poveri, cui era affidata la gestione dell'Ospedale di Sant'Agostino e che realizzò le infrastrutture, e la Comunità di Modena, che fece ricostruire l'adiacente cappella di San Nicolò in cui venivano officiati i riti funebri, in poco più di un anno, dal dicembre 1773 al gennaio 1775, il teatro anatomico fu terminato e inaugurato da Scarpa il 25 gennaio 1775].

## Struttura
Il progetto del teatro anatomico di Modena si deve all'architetto Lorenzo Toschi, che fu anche direttore dei lavori. La struttura era simile a quella del Teatro anatomico di Padova, su progetto di Fabrizio di Acquapendente.
La forma originaria, a pianta ellittica, era quella di un anfiteatro completo, con dimensioni tuttavia inferiori a quelle del teatro padovano e una capienza complessiva di 400 posti. Dopo il 1817, quando venne edificato il piano superiore del Teatro per poter ospitare il Museo anatomico, per costruire la scala di accesso venne sacrificata una parte dell'ellissi, motivo per cui il Teatro anatomico assunse la forma attuale di cavea.